# Pistreski edikt
Pistreski edikt (fra. Édit de Pîtres, lat.  Edictum Pistense ) je bio povijesni dokument. Ovaj edikt je u naravi kapitular. Objavio ju je zapadnofranački kralj Karlo Ćelavi 25. srpnja 864. u gradu Pistresu. Pistres je grad Pîtres koji se danas nalazi na sjeveru Francuske.
Ovim je dokumentom kralj svojim podanicima propisao mjere radi obrane od Vikinga koji su tih desetljeća pustošili obalne krajeve njegova kraljevstva, ali i unutrašnjost, zahvaljujući velikim plovnim rijekama. 
Kralj je stoga stvorio veliko konjaništvo koje je mogao pozvati u boj kadgod je trebalo. Naredio je da svim muškarci koji imaju konje ili ih mogu priuštiti neka služe u vojsci kao konjanici. To je bio jedan od početaka konjaništva u Francuskoj. Ovom se mjerom kreiralo veliku i vrlo pokretnu vojnu snagu koja je mogla stati na kraj pljačkašima u pohodu. S druge strane, zabranio je prodavati konje Vikinzima. Kršenje ove mjere se kažnjavalo smrću. Budući da je ova mjera bila nova, pretpostavlja se da je pojava Vikinga na konjima bila sve češća.
Drugom mjerom naložio je graditi fortificirane mostove koje su morali izgraditi svi gradovi uz rijeke. Ovo je bilo radi sprječavanja prodiranja drakara u unutrašnjost. Simon Coupland vjeruje da su nakon što se uvela ta mjera samo dva mosta bila utvrđena. Bili su to onaj kod Pont-de-l'Archea blizu Pistresa na Seini i kod Les Ponts-de-Cé na Loiri. Nekoliko drugih mostova je došlo u nepopravljivo stanje, pa su bili ponovo izgrađeni "u vremenima krize radi poboljšanja pokretnosti postrojbi".".  Kod Pariza su mostovi bili sagrađeni s obje strane Île de la Cité. Spasili su grad za vrijeme opsade 885.–886.
Trećom je mjerom zabranio prodaju oružje Vikinzima da ne bi mogli uspostaviti baze u Galiji.
Pored svega toga, kralj je jače kontrolirao kovnice čiji je broj smanjio na deset. Pokušao je kontrolirati gradnju privatnih utvrda, no ovo nije uspjelo. Čak su manji feudalni gospodari gradili svoje male tvrđave radi branjenja svojih posjeda i svojih kmetova od skandinavskih pohoda. Edikt je imao i gospodarske posljedice. Karlo Ćelavi zarobio je kralja Pipina II. Aktivanskog protiv kojeg je desetljećima ratovao te ga je formalno svrgnuo u Pistresu.